# Giovanni Battista Corniani
Giovanni Battista Corniani (Orzinuovi, 28 février 1742 - Brescia, 7 novembre 1813) est un auteur dramatique, écrivain, critique littéraire et essayiste italien.

## Biographie
On lui doit des livrets d'opéra et de tragédies, des ouvrages de droits et des mémoires sur l'agriculture. Rédacteur du Code civil pour le royaume d'Italie, il est surtout célèbre pour son histoire de la littérature italienne jusqu’en 1810, I secoli della Letteratura italiana et pour son ouvrage sensualiste, I piaceri dello spirito, ossia l'analisi de' principi del gusto e della morale paru en 1790.

## Œuvres
- Della legislazione relativamente all'agricoltura-discorsi due, 1777
- La vera filosofia, 1782
- I piaceri dello spirito, ossia l'analisi de' principi del gusto e della morale, 1790
- Poesie, 1800 (dédié à Napoléon)
- I Secoli della letteratura italiana dopo il suo risorgimento, 1803-1813
- L'inganno felice, opéra
- Matrimonio alla moda, comédie
- Dario in Babilonia, tragédie
- Storia letteraria degli Orci Novi
- I secoli della letteratura italiana dopo il suo Risorgimento, colle aggiunte di Camillo Ugoni e Stefano Ticozzi e continuato sino a questi ultimi giorni per cura di F. Predari, Turin, 1810-1820, 1832 (en 2 vol) puis 1854-1856